# Andy Tielman
Andy Tielman (Makassar, 30 mei 1936 – Rijswijk, 10 november 2011) was een Nederlands zanger en gitarist. Als voorman van de Tielman Brothers gold hij als een pionier van rock-'n-roll in Nederland en grondlegger van de indorock in Nederland.
In 1966 bracht Tielman zijn eerste solosingle, Little Lovely Lady, uit. Zijn muzikale loopbaan liep van 1948 tot in de 21e eeuw. In 2005 werd hij ridder in de orde van Oranje-Nassau.
Tielman overleed op 75-jarige leeftijd aan kanker.

## Discografie

### Singles (vinyl)
- Little Lovely Lady / Warte Ab, Darling Rosmarie - 1966
- You Got Too Much Going For You / I Can't Help Falling In Love - 1966
- Manolita / Unter'm Bambus Von Trinidad - 1970
- Say A Simple Word / Summer Without You - 1971
- Without Your Help / Tell Me Your Name - 1972
- Goodbye Mama / Country Girl - 1975
- Gypsy Mama / The Shepherds Song - 1980
- Cheryl Moana Marie / Blue Bayou - 1981
- Welcome To My World / Hawaiian Wedding Song/gu Buhan Ku/tammy - 1983 (Andy and the Entertainers)
- Don't Cry For Me / Baby, baby, It's All Right - 1993

### Singles (cd's)
- I Can't Forget You - 1993
- Pretty Paper - 1994
- Memories Of Elvis, Volume 1 - 1995
- You Win Again - 1995
- Laat Me Niet Alleen - 1999

### Albums
- I'll Be Home For Christmas (LP) - 1980
- Now And Forever (cd) - 1990
- I Can't Forget You (cd) - 1993
- Memories Of Elvis (cd) - 1995
- Merry Christmas To You (cd) - 1996
- Indo Memories (cd) - 1997
- Loraine Jane (cd) - 1997
- Back To The Roots (cd) - 2000
- The Winner Takes It All (cd) - 2001
- Yesterday Is Today (cd) - 2001
- She knew, he made it (cd) - 2003 (met Ruud Baron)
- 21st Century Rock (cd) - 2008 (met rock-'n-rollband Tjendol Sunrise)

### Dvd's
| Dvd's met hitnoteringen in de Nederlandse Music Top 30 | Datum van verschijnen | Datum van binnenkomst | Hoogste positie | Aantal weken | Opmerkingen |
| ------------------------------------------------------ | --------------------- | --------------------- | --------------- | ------------ | ----------- |
| That's my life - Live at Kurhaus, Scheveningen         | 2005                  | 09-07-2005            | 17              | 4            |             |